# Paraleuctra jewetti
Paraleuctra jewetti is een steenvlieg uit de familie naaldsteenvliegen (Leuctridae). De wetenschappelijke naam van de soort is voor het eerst geldig gepubliceerd in 1966 door Nebeker & Gaufin.